# Fondali da Punta Pezzo a Capo dell'Armi
Fondali da Punta Pezzo a Capo dell'Armi este o arie protejată (arie specială de conservare — SAC, sit de importanță comunitară — SCI) din Italia întinsă pe o suprafață de 1.812 ha, integral marine.

## Localizare
Centrul sitului Fondali da Punta Pezzo a Capo dell'Armi este situat la coordonatele 38°04′32″N 15°37′53″E / 38.075556°N 15.631389°E.

## Înființare
Situl Fondali da Punta Pezzo a Capo dell'Armi a fost declarat sit de importanță comunitară în septembrie 1995 pentru a proteja 2 specii de animale. Situl a fost protejat și ca arie specială de conservare în iunie 2017.

## Biodiversitate
Situată în ecoregiunea mediteraneană, aria protejată conține 3 habitate naturale: Recifuri, Straturi cu Posidonia (Posidonion oceanicae), Bancuri de nisip acoperite în permanență slab de apă marină.
La baza desemnării sitului se află mai multe specii protejate:
- mamifere (1): delfin mare (Tursiops truncatus)
- reptile (1): Caretta caretta

Pe lângă speciile protejate, pe teritoriul sitului au mai fost identificate 6 specii de plante, 1 specie de mamifere, 5 specii de nevertebrate, 1 specie de pești.